# Atletiek op de Olympische Zomerspelen 1912
Atletiek is een van de sporten die beoefend werden tijdens de Olympische Zomerspelen 1912 in Stockholm.

## Mannen

### 100 m
| rang   | sporter(s)      | land | tijd |
| ------ | --------------- | ---- | ---- |
| Goud   | Ralph Craig     | USA  | 10.8 |
| Zilver | Alvah Meyer     | USA  | 10.9 |
| Brons  | Don Lippincott  | USA  | 10.9 |
| 4      | George Patching | RSA  | 11.0 |
| 5      | Frank Belote    | USA  | 11.0 |
|        | Howard Drew     | USA  | DNS  |

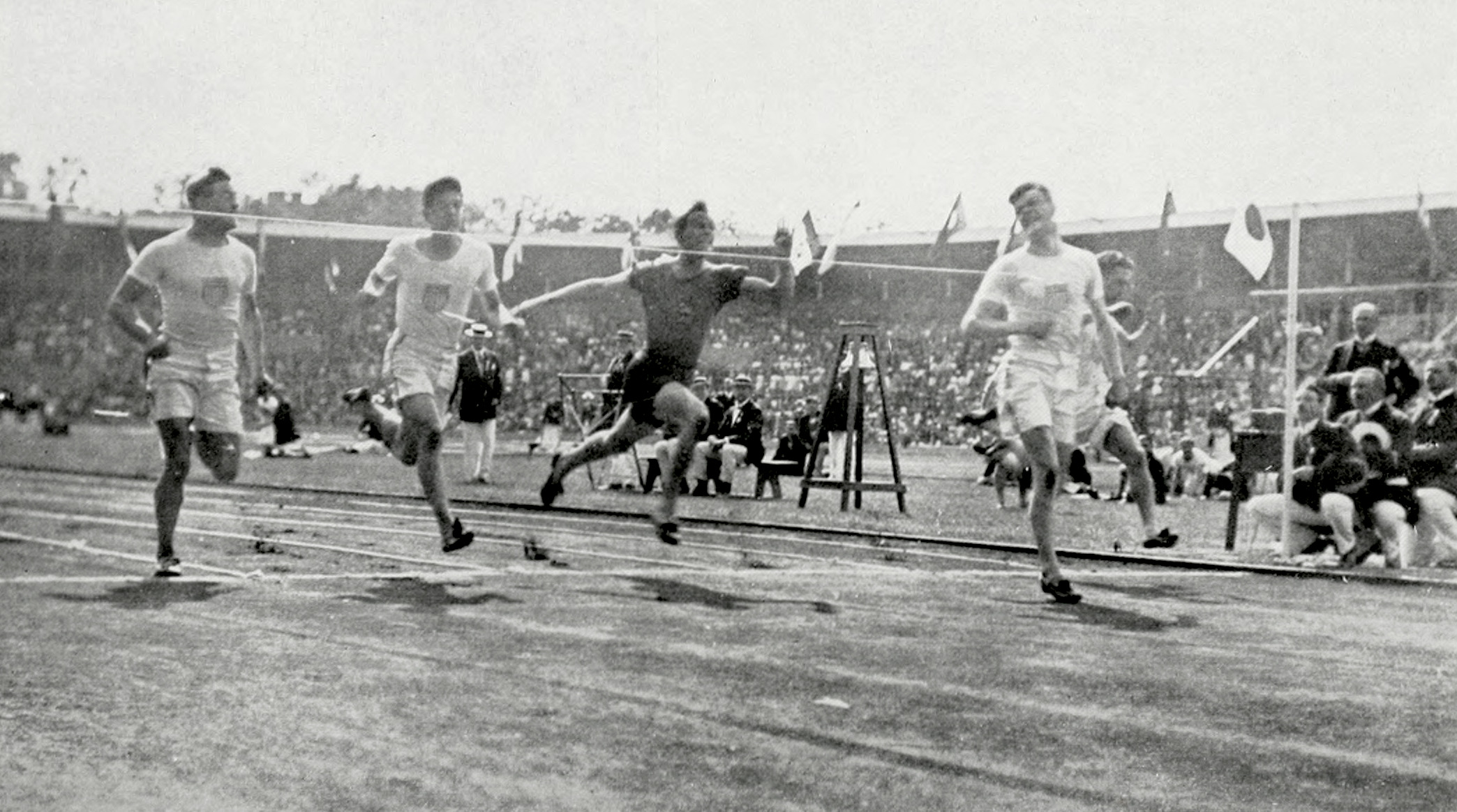
Finale 100 m

Don Lippincott liep een WR in de series, tijd 10.6 s.

### 200 m
| rang   | sporter(s)         | land | tijd |
| ------ | ------------------ | ---- | ---- |
| Goud   | Ralph Craig        | USA  | 21.7 |
| Zilver | Don Lippincott     | USA  | 21.8 |
| Brons  | William Applegarth | GBR  | 22.0 |
| 4      | Richard Rau        | GER  | 22.2 |
| 5      | Charles Reidpath   | USA  | 22.3 |
| 6      | Donnell Young      | USA  | 22.3 |

### 400 m

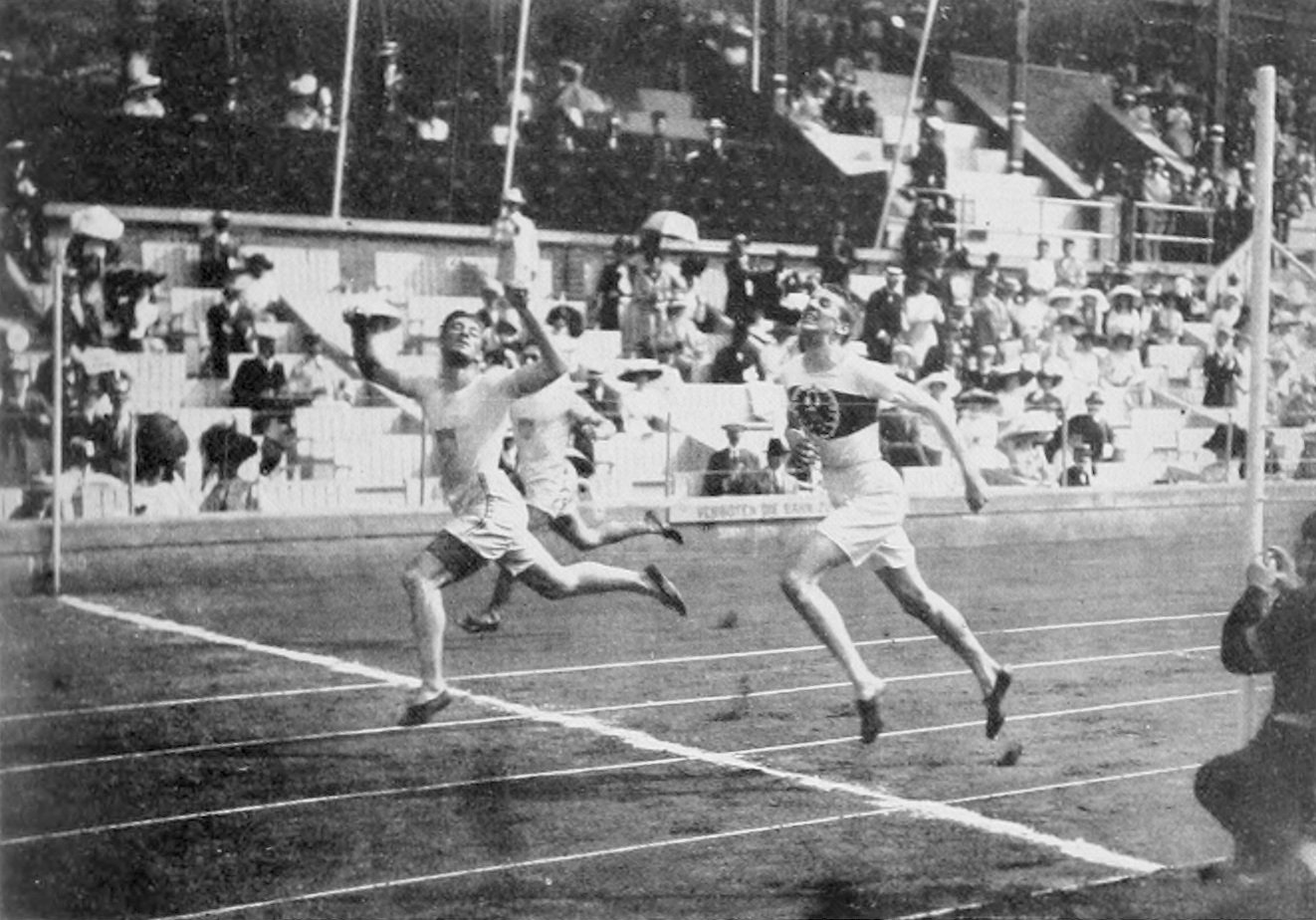
Finale 400 m

| rang   | sporter(s)       | land | tijd    |
| ------ | ---------------- | ---- | ------- |
| Goud   | Charles Reidpath | USA  | OR 48.2 |
| Zilver | Hanns Braun      | GER  | 48.3    |
| Brons  | Edward Lindberg  | USA  | 48.4    |
| 4      | Ted Meredith     | USA  | 49.2    |
| 5      | Carroll Haff     | USA  | 49.5    |

### 800 m
| rang   | sporter(s)         | land | tijd      |
| ------ | ------------------ | ---- | --------- |
| Goud   | Ted Meredith       | USA  | WR 1:51.9 |
| Zilver | Mel Sheppard       | USA  | 1:52.0    |
| Brons  | Ira Davenport      | USA  | 1:52.0    |
| 4      | Daniel Caldwell    | USA  | 1:52.8    |
| 5      | George Brock       | CAN  | 1:53.0    |
| 6      | Hanns Braun        | GER  | 1:53.0    |
| 7      | Clarence Edmundson | USA  |           |
| 8      | Herbert Putnam     | USA  |           |

### 1500 m
| rang   | sporter(s)        | land | tijd      |
| ------ | ----------------- | ---- | --------- |
| Goud   | Arnold Jackson    | GBR  | OR 3:56.8 |
| Zilver | Abel Kiviat       | USA  | 3:56.9    |
| Brons  | Norman Taber      | USA  | 3:56.9    |
| 4      | John Jones        | USA  | 3:57.2    |
| 5      | Ernst Wide        | SWE  | 3:57.6    |
| 6      | Philip Noel-Baker | GBR  | 4:01.0    |
| 7      | John Zander       | SWE  | 4:02.0    |
| 8      | Walter McClure    | USA  |           |

### 5000 m
| rang   | sporter(s)         | land | tijd       |
| ------ | ------------------ | ---- | ---------- |
| Goud   | Hannes Kolehmainen | FIN  | WR 14:36.6 |
| Zilver | Jean Bouin         | FRA  | 14:36.7    |
| Brons  | George Hutson      | GBR  | 15:07.6    |
| 4      | George Bonhag      | USA  | 15:09.8    |
| 5      | Tell Berna         | USA  | 15:10.0    |
| 6      | Alexander Decoteau | CAN  |            |
| 7      | Mauritz Karlsson   | SWE  |            |

### 10000 m
| rang   | sporter(s)         | land | tijd       |
| ------ | ------------------ | ---- | ---------- |
| Goud   | Hannes Kolehmainen | FIN  | OR 31:20.8 |
| Zilver | Lewis Tewanima     | USA  | 32:06.6    |
| Brons  | Albin Stenroos     | FIN  | 32:21.8    |
| 4      | Joseph Keeper      | CAN  | 32:36.2    |
| 5      | Alfonso Orlando    | ITA  | 33:31.2    |

### marathon
| rang   | sporter(s)        | land | tijd         |
| ------ | ----------------- | ---- | ------------ |
| Goud   | Kenneth McArthur  | RSA  | OR 2:36:54.8 |
| Zilver | Christian Gitsham | RSA  | 2:37:52.0    |
| Brons  | Gaston Strobino   | USA  | 2:38:42.4    |
| 4      | Andrew Sockalexis | USA  | 2:42:07.9    |
| 5      | James Duffy       | CAN  | 2:42:18.8    |
| 6      | Sigge Jacobsson   | SWE  | 2:43:24.9    |
| 7      | John Gallagher    | USA  | 2:44:19.4    |
| 8      | Joseph Erxleben   | DEN  | 2:45:47.2    |

### 110 m horden
| rang   | sporter(s)     | land | tijd |
| ------ | -------------- | ---- | ---- |
| Goud   | Fred Kelly     | USA  | 15.1 |
| Zilver | James Wendell  | USA  | 15.2 |
| Brons  | Martin Hawkins | USA  | 15.3 |
| 4      | John Case      | USA  |      |
| 5      | Kenneth Powell | GBR  |      |
|        | John Nicholson | USA  | DNF  |

### 4x100 m estafette
| rang   | sporter(s)                                                    | land | tijd |
| ------ | ------------------------------------------------------------- | ---- | ---- |
| Goud   | David Jacobs Henry Macintosh Victor d'Arcy William Applegarth | GBR  | 42.4 |
| Zilver | Ivan Möller Karl August Luther Ture Persson Knut Lindberg     | SWE  | 42.6 |
|        | Otto Röhr Erwin Kern Max Herrmann Richard Rau                 | GER  | DQ   |

De Duitse ploeg liep een WR in de halve finales, tijd 42.3 s.

### 4x400 m estafette
| rang   | sporter(s)                                                       | land | tijd      |
| ------ | ---------------------------------------------------------------- | ---- | --------- |
| Goud   | Mel Sheppard Edward Lindberg Ted Meredith Charles Reidpath       | USA  | WR 3:16.6 |
| Zilver | Charles Poulenard Pierre Failliot Charles Lelong Robert Schurrer | FRA  | 3:20.7    |
| Brons  | Cyril Seedhouse George Nicol Ernest Henley James Soutter         | GBR  | 3:23.2    |

### 3000 m team
| rang   | sporter(s)                                                          | land | punten |
| ------ | ------------------------------------------------------------------- | ---- | ------ |
| Goud   | Tell Berna Norman Taber George Bonhag Abel Kiviat Louis Scott       | USA  | 9      |
| Zilver | Thorild Ohlsson Ernst Wide Bror Fock Nils Frykberg John Zander      | SWE  | 13     |
| Brons  | William Cottrill George Hutson Cyril Porter Edward Owen Frank Moore | GBR  | 23     |

### Veldlopen individueel
| rang   | sporter(s)         | land | tijd    |
| ------ | ------------------ | ---- | ------- |
| Goud   | Hannes Kolehmainen | FIN  | 45:11.6 |
| Zilver | Hjalmar Anderson   | SWE  | 45:44.8 |
| Brons  | John Eke           | SWE  | 46:37.6 |
| 4      | Jalmari Eskola     | FIN  | 46:54.8 |
| 5      | Josef Ternström    | SWE  | 47:07.1 |
| 6      | Albin Stenroos     | FIN  | 47:23.4 |
| 7      | Ville Kyrönen      | FIN  | 47:32.0 |
| 8      | Leonard Richardson | RSA  | 47:33.5 |

### Veldlopen team
| rang   | sporter(s)                                        | land | punten |
| ------ | ------------------------------------------------- | ---- | ------ |
| Goud   | Hjalmar Andersson John Eke Josef Ternström        | SWE  | 10     |
| Zilver | Hannes Kolehmainen Jalmari Eskola Albin Stenroos  | FIN  | 11     |
| Brons  | Frederick Hibbins Ernest Glover Thomas Humphreys  | GBR  | 49     |
| 4      | Olaf Hovdenak Parelius Finnerud Johannes Andersen | NOR  | 61     |
| 5      | Lauritz Christiansen Viggo Pedersen Gerhard Topp  | DEN  | 63     |
|        | Harry Hellawell Louis Scott Tell Berna            | USA  | DNF    |

### 10 km snelwandelen
| rang   | sporter(s)        | land | tijd       |
| ------ | ----------------- | ---- | ---------- |
| Goud   | George Goulding   | CAN  | OR 46:28.4 |
| Zilver | Ernest Webb       | GBR  | 46:40.4    |
| Brons  | Fernando Altimani | ITA  | 47:37.6    |
| 4      | Aage Rasmussen    | DEN  | 48:00.0    |

### hoogspringen
| rang   | sporter(s)             | land | hoogte    |
| ------ | ---------------------- | ---- | --------- |
| Goud   | Alma Richards          | USA  | OR 1.93 m |
| Zilver | Hans Liesche           | GER  | 1.91 m    |
| Brons  | George Horine          | USA  | 1.89 m    |
| 4      | Egon Erickson          | USA  | 1.87 m    |
| 4      | Jim Thorpe             | USA  | 1.87 m    |
| 6      | Harry Grumpelt         | USA  | 1.85 m    |
| 6      | John Johnstone         | USA  | 1.85 m    |
| 8      | Karl-Axel Kullerstrand | SWE  | 1.83 m    |
| 9      | Iván Wardener          | HUN  | 1.80 m    |

Jim Thorpe werd in 1913 gediskwalificeerd, eerherstel volgde in 1982.

### polsstokhoogspringen
| rang   | sporter(s)       | land | hoogte    |
| ------ | ---------------- | ---- | --------- |
| Goud   | Harry Babcock    | USA  | OR 3.95 m |
| Zilver | Marc Wright      | USA  | 3.85 m    |
| Zilver | Frank Nelson     | USA  | 3.85 m    |
| Brons  | Bertil Uggla     | SWE  | 3.80 m    |
| Brons  | William Happenny | CAN  | 3.80 m    |
| Brons  | Frank Murphy     | USA  | 3.80 m    |
| 7      | Samuel Bellah    | USA  | 3.75 m    |
| 8      | Frank Coyle      | USA  | 3.65 m    |
| 8      | Gordon Dukes     | USA  | 3.65 m    |
| 8      | Bill Fritz       | USA  | 3.65 m    |

Er werden 2 zilveren en 3 bronzen medailles uitgereikt.

### verspringen
| rang   | sporter(s)        | land | afstand   |
| ------ | ----------------- | ---- | --------- |
| Goud   | Albert Gutterson  | USA  | OR 7.60 m |
| Zilver | Calvin Bricker    | CAN  | 7.21 m    |
| Brons  | Georg Åberg       | SWE  | 7.18 m    |
| 4      | Harry Worthington | USA  | 7.03 m    |
| 5      | Eugene Mercer     | USA  | 6.97 m    |
| 6      | Fred Allen        | USA  | 6.94 m    |
| 7      | Jim Thorpe        | USA  | 6.89 m    |
| 7      | Robert Pasemann   | GER  | 6.82 m    |
| 8      | Frank Irons       | USA  | 6.80 m    |

Jim Thorpe werd in 1913 gediskwalificeerd, eerherstel volgde in 1982.

### hink-stap-springen
| rang   | sporter(s)      | land | afstand |
| ------ | --------------- | ---- | ------- |
| Goud   | Gustaf Lindblom | SWE  | 14.76 m |
| Zilver | Georg Åberg     | SWE  | 14.51 m |
| Brons  | Erik Almlöf     | SWE  | 14.17 m |
| 4      | Erling Vinne    | NOR  | 14.14 m |
| 5      | Platt Adams     | USA  | 14.09 m |
| 6      | Edvard Larsen   | NOR  | 14.06 m |
| 7      | Hjalmar Ohlsson | USA  | 14.01 m |
| 8      | Nils Fixdal     | NOR  | 13.96 m |

### hoogspringen uit stand
| rang   | sporter(s)               | land | hoogte |
| ------ | ------------------------ | ---- | ------ |
| Goud   | Platt Adams              | USA  | 1.63 m |
| Zilver | Benjamin Adams           | USA  | 1.60 m |
| Brons  | Konstantinos Tsiklitiras | GRE  | 1.55 m |
| 4      | Edvard Möller            | SWE  | 1.50 m |
| 4      | Richard Byrd             | USA  | 1.50 m |
| 4      | Leo Goehring             | USA  | 1.50 m |

### verspringen uit stand
| rang   | sporter(s)               | land | afstand |
| ------ | ------------------------ | ---- | ------- |
| Goud   | Konstantinos Tsiklitiras | GRE  | 3.37 m  |
| Zilver | Platt Adams              | USA  | 3.36 m  |
| Brons  | Benjamin Adams           | USA  | 3.28 m  |
| 4      | Gustaf Malmsten          | SWE  | 3.20 m  |
| 5      | Edvard Möller            | SWE  | 3.14 m  |
| 5      | Leo Goehring             | USA  | 3.14 m  |
| 7      | András Baronyi           | HUN  | 3.13 m  |
| 8      | Leslie Byrd              | USA  | 3.12 m  |

### kogelstoten
| rang   | sporter(s)       | land | afstand    |
| ------ | ---------------- | ---- | ---------- |
| Goud   | Pat McDonald     | USA  | OR 15.34 m |
| Zilver | Ralph Rose       | USA  | 15.25 m    |
| Brons  | Lawrence Whitney | USA  | 13.93 m    |
| 4      | Elmer Niklander  | FIN  | 13.65 m    |
| 5      | George Philbrook | USA  | 13.13 m    |
| 6      | Imre Mudin       | HUN  | 12.81 m    |
| 7      | Einar Nilsson    | SWE  | 12.62 m    |
| 8      | Patrick Quinn    | GBR  | 12.53 m    |

### kogelstoten (beide handen)
| rang   | sporter(s)       | land | afstand |
| ------ | ---------------- | ---- | ------- |
| Goud   | Ralph Rose       | USA  | 27.70 m |
| Zilver | Pat McDonald     | USA  | 27.53 m |
| Brons  | Elmer Niklander  | FIN  | 27.14 m |
| 4      | Lawrence Whitney | USA  | 24.09 m |
| 5      | Einar Nilsson    | SWE  | 23.37 m |
| 6      | Paavo Aho        | FIN  | 23.30 m |
| 7      | Migir Migiryan   | TUR  | 19.51 m |

### discuswerpen
| rang   | sporter(s)       | land | afstand    |
| ------ | ---------------- | ---- | ---------- |
| Goud   | Armas Taipale    | FIN  | OR 45.21 m |
| Zilver | Richard Byrd     | USA  | 42.32 m    |
| Brons  | James Duncan     | USA  | 42.28 m    |
| 4      | Elmer Niklander  | FIN  | 42.09 m    |
| 5      | Hans Tronner     | AUT  | 41.24 m    |
| 6      | Arlie Mucks      | USA  | 40.93 m    |
| 7      | George Philbrook | USA  | 40.92 m    |
| 8      | Emil Magnusson   | SWE  | 39.91 m    |

### discuswerpen (beide handen)
| rang   | sporter(s)      | land | afstand |
| ------ | --------------- | ---- | ------- |
| Goud   | Armas Taipale   | FIN  | 82.86 m |
| Zilver | Elmer Niklander | FIN  | 77.96 m |
| Brons  | Emil Magnusson  | SWE  | 77.37 m |
| 4      | Einar Nilsson   | SWE  | 71.40 m |
| 5      | James Duncan    | USA  | 71.13 m |
| 6      | Emil Muller     | USA  | 69.56 m |
| 7      | Folke Fleetwood | SWE  | 68.22 m |
| 8      | Carl Lind       | SWE  | 68.02 m |

### kogelslingeren
| rang   | sporter(s)      | land | afstand    |
| ------ | --------------- | ---- | ---------- |
| Goud   | Matt McGrath    | USA  | OR 54.74 m |
| Zilver | Duncan Gillis   | CAN  | 48.39 m    |
| Brons  | Clarence Childs | USA  | 48.17 m    |
| 4      | Robert Olsson   | SWE  | 46.50 m    |
| 5      | Carl Lind       | SWE  | 45.61 m    |
| 6      | Denis Carey     | GBR  | 43.78 m    |
| 7      | Nils Linde      | SWE  | 43.32 m    |
| 8      | Carl Jahnzon    | SWE  | 42.58 m    |

### speerwerpen
| rang   | sporter(s)       | land | afstand |
| ------ | ---------------- | ---- | ------- |
| Goud   | Eric Lemming     | SWE  | 60.64 m |
| Zilver | Juho Saaristo    | FIN  | 58.66 m |
| Brons  | Mór Kóczán       | HUN  | 55.50 m |
| 4      | Juho Halme       | FIN  | 54.65 m |
| 5      | Väinö Siikaniemi | FIN  | 52.43 m |
| 6      | Richard Åbrink   | SWE  | 52.20 m |
| 7      | Arne Halse       | NOR  | 51.98 m |
| 8      | Jonni Myyrä      | FIN  | 51.33 m |

### speerwerpen (beide handen)
| rang   | sporter(s)       | land | afstand  |
| ------ | ---------------- | ---- | -------- |
| Goud   | Juho Saaristo    | FIN  | 109.42 m |
| Zilver | Väinö Siikaniemi | FIN  | 101.13 m |
| Brons  | Urho Peltonen    | FIN  | 100.24 m |
| 4      | Eric Lemming     | SWE  | 98.59 m  |
| 5      | Arne Halse       | NOR  | 96.92 m  |
| 6      | Richard Åbrink   | SWE  | 93.12 m  |
| 7      | Daniel Johansen  | NOR  | 92.82 m  |
| 8      | Otto Nilsson     | SWE  | 88.90 m  |

### vijfkamp
| rang   | sporter(s)      | land | punten |
| ------ | --------------- | ---- | ------ |
| Goud   | Jim Thorpe      | USA  | 7      |
| Zilver | Ferdinand Bie   | NOR  | 16     |
| Zilver | James Donahue   | USA  | 24     |
| Brons  | Frank Lukeman   | CAN  | 24     |
| 4      | Austin Menaul   | USA  | 25     |
| 5      | Avery Brundage  | USA  | 26     |
| 6      | Hugo Wieslander | SWE  | 28     |

De vijfkamp bestond uit verspringen, speerwerpen, 200 m, discuswerpen en 1500 m.

Jim Thorpe werd in 1913 gediskwalificeerd, eerherstel volgde in 1982 door het verlenen van een tweede gouden medaille. In 2022 werd Bie teruggezet naar de tweede plaats

### tienkamp
| rang   | sporter(s)        | land | punten      |
| ------ | ----------------- | ---- | ----------- |
| Goud   | Jim Thorpe        | USA  | WR 8412.955 |
| Zilver | Hugo Wieslander   | SWE  | 7724.495    |
| Zilver | Charles Lomberg   | SWE  | 7413.510    |
| Brons  | Gösta Holmér      | SWE  | 7347.855    |
| 4      | James Donahue     | USA  | 7083.450    |
| 5      | Eugene Mercer     | USA  | 7074.995    |
| 6      | Valdemar Wickholm | FIN  | 7058.795    |
| 7      | Erik Kugelberg    | SWE  | 6758.780    |
| 8      | Karl von Halt     | GER  | 6682.445    |

Jim Thorpe werd in 1913 gediskwalificeerd, eerherstel volgde in 1982 door het verlenen van een tweede gouden medaille. In 2022 werd Wieslander teruggezet naar de tweede plaats.

## Medaillespiegel
| rang   | land             | goud | zilver | brons | totaal |
| ------ | ---------------- | ---- | ------ | ----- | ------ |
| 1      | Verenigde Staten | 16   | 14     | 12    | 42     |
| 2      | Finland          | 6    | 4      | 3     | 13     |
| 3      | Zweden           | 3    | 6      | 6     | 15     |
| 4      | Groot-Brittannië | 2    | 1      | 5     | 8      |
| 5      | Canada           | 1    | 2      | 2     | 5      |
| 6      | Zuid-Afrika      | 1    | 1      | 0     | 2      |
| 7      | Griekenland      | 1    | 0      | 1     | 2      |
| 8      | Duitsland        | 0    | 2      | 0     | 2      |
| 8      | Frankrijk        | 0    | 2      | 0     | 2      |
| 10     | Noorwegen        | 0    | 1      | 0     | 1      |
| 11     | Hongarije        | 0    | 0      | 1     | 1      |
| 11     | Italië           | 0    | 0      | 1     | 1      |
| totaal | totaal           | 30   | 33     | 31    | 94     |